# Migliarino

Migliarino (Miarìn en dialecte de Ferrare) est une ancienne commune italienne de la province de Ferrare dans la région Émilie-Romagne en Italie. Le 1er janvier 2014 elle devient frazione, ayant intégrée la commune de Fiscaglia à la suite du regroupement des communes  de Massa Fiscaglia, Migliarino et Migliaro siège de la nouvelle commune.

## Géographie
Située à une altitude de 2 mètres, au centre du delta du Pô et principalement sur la rive droite du Pô de Volano et à gauche chenal de liaison avec les marais de Comacchio.

La cité est desservie par :
- route nationale SS495 Portomaggiore-Codigoro
- route provinciale SP23
- route provinciale SP39 qui assure la liaison de Migliarino avec l’autoroute de raccordement Ferrare-Porto Garibaldi
- La cité dispose également d’une gare ferroviaire sur la ligne de la Ferrovia Emilia Romagna qui relie Ferrare à Codigoro.

Distances des villes voisines :
- Ferrare : 29 km
- Porto Garibaldi : 28 km
- Comacchio : 23 km
- Portomaggiore : 15 km
- Bologne : 65 km

## Histoire
Le nom de Migliarino est liée à celui de la commune voisine de Migliaro (3 km) et dérive du latin miliarium c’est-à-dire campo di miglio (en italien) ou champ de millet (en français).

En 1287, la cité figure sur les statuts de Ferrare sous le nom de Milliarini

Au début du XVe siècle, Migliarino n’est qu’un village de masures au milieu d’une zone paludeuse.

Le 2 janvier 1881, Migliarino prend le statut de commune par un décret du roi Umberto Ier.  

## Administration
| Période                                  | Période  | Identité     | Étiquette     | Qualité |
| ---------------------------------------- | -------- | ------------ | ------------- | ------- |
| 08/06/2009                               | En cours | Sabina Mucci | Liste civique |         |
| Les données manquantes sont à compléter. |          |              |               |         |

### Hameaux
Cornacervina, Tieni, Valcesura, Gallumara

### Communes limitrophes
Codigoro, Jolanda di Savoia, Massa Fiscaglia, Migliaro, Ostellato, Tresigallo

## Population

### Évolution de la population en janvier de chaque année
| 1861  | 1901  | 1921  | 1951  | 1961  | 1971  | 1981  | 1991  | 2001  |
| ----- | ----- | ----- | ----- | ----- | ----- | ----- | ----- | ----- |
| 3 090 | 5 055 | 6 703 | 7 475 | 5 461 | 4 287 | 4 357 | 4 029 | 3 674 |

| 2011  | - | - | - | - | - | - | - | - |
| ----- | - | - | - | - | - | - | - | - |
| 3 739 | - | - | - | - | - | - | - | - |

## Fêtes et manifestations
- Fête des fleurs
- Foire et marché (produits agricoles)

## Jumelages
- Villabé (France) depuis 2003[3].